# Коэффициент удерживания
Коэффицие́нт уде́рживания в хроматографии — безразмерная величина, отношение скорости движения потока вещества-носителя (элюента) в хроматографе к скорости движения определяемого (сорбируемого) вещества, переносимого элюентом:
{\displaystyle k_{s}=v_{e}/v_{s},}
где {\displaystyle k_{s}} — коэффициент удерживания;
{\displaystyle v_{e}} — скорость потока элюента;
{\displaystyle v_{s}} — скорость перемещения вещества.
{\displaystyle k_{s}} может изменяться от 1 в случае несорбируемого вещества, так ка вещество не может иметь скорость превышающую скорость элюента, до бесконечности — в случае полностью сорбируемого, неподвижного вещества.
В хроматографии часто вместо коэффициента удерживания применяют другой параметр — называемый или коэффициент ёмкости, или индекс удерживания или фактор удерживания {\displaystyle R_{s}}:
{\displaystyle R_{s}=(v_{e}-v_{s})/v_{s}=k_{s}-1,}
легко определяемый экспериментально по временам от ввода пробы в хроматограф до выхода вещества {\displaystyle t_{s}} и времени, необходимого для выхода несорбируемого (неудерживаемого) вещества {\displaystyle t_{e}}:
{\displaystyle R_{s}=(t_{s}-t_{e})/t_{e}.}
Величину {\displaystyle t_{s}-t_{e}} обычно называют исправленным или приведённым временем удержания.
В случае тонкослойной хроматографии определяемый по смещениям фронта элюента {\displaystyle x_{e}} и пятна вещества {\displaystyle x_{s}}:
{\displaystyle R_{s}=(x_{e}-x_{s})/x_{s}.}
Коэффициент удерживания характеризует долю времени нахождения вещества в среде разделения и долю вещества в подвижной фазе.